# ラーオ・イサラ
ラーオ・イサラ（Lao Issara　「自由ラオス」）は、1945年8月18日に 、ペサラート王子（ルアンパバーン王国のブンコン副王の王子）が組織した反仏・非共産主義のラオス民族主義運動勢力である。ラオ・イサラとも表記される。
この短命に終わった民族運動は、第2次世界大戦に占領軍であった日本の敗戦に伴うフランスによる再植民地化を契機に発生し、1949年に解散するまで、民族自治の下、フランスの再植民地化を阻止することを企図した。

## 仏印処理と日本の敗戦
1945年ラオスを占領する日本軍は、敗色濃いと見て、仏印処理を実施、その一環としてフランス領インドシナの各国を独立させた。3月11日のベトナム帝国成立、3月13日カンボジアの独立宣言に続き、4月8日ルアンパバーン王国国王シーサワーンウォンにラオス王国の独立を宣言させた。
同年8月15日に日本軍が降伏すると、首相職にあったペサラートは、フランスが日本の侵略から守れなかったことを理由に、ラオス王国の正式な統一とフランスとの保護国条約の破棄をシーサワーンウォン王に進言した。しかし、国王は、以前のフランス植民地下にあるラオスの体制が望ましいと、これを拒否し、8月30日に4月の独立宣言が無効であることを宣言した。
10月12日、ラオス独立支持者は、外部勢力の間隙をぬって国王の廃位とペサラートを国家元首とする新政権『ラーオ・イサラ』の樹立を宣言した 。

## ラーオ・イサラ勢力の脆弱さ
当初6か月間は、ホー・チ・ミン指揮下のベトミンと中国共産党が支援する国防軍をペサラートの異母弟であるスパーヌウォンが指揮し、政権は維持された。
しかし、1946年3月6日ホー・チ・ミンがフランスと暫定協定は、中国共産党軍の撤退を含んでおり、そのことは単独で残されたラーオ・イサラ軍の弱体化を招いた。一方で、外国からの支援を受けられなくなった、ラーオ・イサラ軍は内部的な脆弱性をも露呈することとなった。

ラーオ・イサラは、都市部に拠点を置く民族運動であり、部族意識の強い大衆層からは、支持を得るに至らずラオス独立の主張は大衆の共感を得なかった。 

“大衆は、秩序の回復には、ほとんど沈黙しており、独立への想いも訴求することはなかった、個人的に言えば、それは、かつての体制―即ち、フランス－への忠誠心なのだと考える。.” - Houmphanh Saignasith, 経済大臣補佐官

ラーオ・イサラは財政問題にも対処できなかった。軍隊はその保全に多額の費用を要するものであるが、スパーヌウォンはその調達を怠った。ほんのわずかな期間に、ラーオ・イサラ政府の予算は底をついた。
1946年初頭、財政支出とインフレを収めようと、カターイ・ドン・サソリットは、新紙幣を発行したが、その紙質の粗末さと低い信用力から「カターイの乾いたバナナの葉」とあだ名された。
財政破綻したラーオ・イサラ政府は再攻勢に出たフランス軍に抗する術はなかった。1946年3月中国共産党軍撤退後、フランス軍は本格的攻撃をはじめ、同月のターケークの戦いでスパーヌウォンが瀕死の重傷を負うなど大敗戦を期し、そのままフランス軍は1946年4月末ビエンチャンを占領、5月にはルアンパバーンに至り、ラーオ・イサラ政権の指導者はタイに亡命することとなった。

## 組織の分裂
再占領を完了したフランスは、ラオス統治の再構成に取り組み、1946年8月27日、親仏派のシーサワーンウォンを国王とするラオス王国を建国、代議制を整備した上で憲法を制定し立憲君主国としてフランス連合に組み込んだ。
フランスは民族主義者達との懐柔にも努めた。バンコクのラーオ・イサラのメンバーには恩赦の可能性が示唆され、徐々に、フランスに協力するかどうかという問題でラオ･イサラ内での意見の分裂が生じた。スパーヌウォンはビエンチャン新政府を拒否し、ベトミンと同盟しフランスに対抗する準備を進めており、このことから多くのメンバーが離反した。その他、スパーヌウォンの軍用費の濫費等が明らかになり、カターイとの個人的対立も激化した。
1949年10月24日、運動の協力が失われたことを理由に、ラーオ・イサラは公式に解散を宣言した。スパーヌウォンは、ラーオ・イサラ左派を構成していたカイソーン・ポムウィハーン（インドシナ共産党）らとともに、1950年8月にネオ・ラーオ・イサラを組織、これが、後にパテート・ラーオとなる。
1953年10月22日フランス･ラオス友好条約が締結され、ラオス王国の軍事力を除く完全独立が認められたが、旧ラーオ・イサラのメンバーは主要な地位に含まれていなかった。

## 影響

タイの国旗に似たラーオ・イサラ政府の旗は、パテート・ラーオに引き継がれ、1975年12月2日正式にラオス人民民主共和国の国旗に制定された。